# ميل أوت
ميل أوت (بالإنجليزية: Mel Ott)‏ هو لاعب كرة قاعدة أمريكي، ولد في 2 مارس 1909 في غريتنا في الولايات المتحدة، وتوفي في 21 نوفمبر 1958 في نيو أورلينز في الولايات المتحدة بسبب حادث مرور.

## وصلات خارجية
- ميل أوت على موقع دوري كرة القاعدة الرئيسي (الإنجليزية)
- ميل أوت على موقعبيزبول رفرنس.كوم (الدوري الرئيسي) (الإنجليزية)
- ميل أوت على موقعبيزبول رفرنس.كوم (الدوري الثانوي) (الإنجليزية)
- ميل أوت على موقع جمعية أبحاث البيسبول الأمريكية (الإنجليزية)
- ميل أوت على موقع إي إس بي إن.كوم (أم.أل.بي) (الإنجليزية)
- ميل أوت على موقع مشجعي الرسوم البيانية (الإنجليزية)
- ميل أوت على موقع قاعة مشاهير كرة القاعدة (الإنجليزية)
- ميل أوت على موقع قاعة لويزيانا للمشاهير الرياضية (الإنجليزية)
- ميل أوت على موقع الموسوعة البريطانية (الإنجليزية)
- ميل أوت على موقع إن إن دي بي (الإنجليزية)